# 科明
科明是克罗地亚杜布羅夫尼克-內雷特瓦縣的一个村庄。